# Malrinete Gralhada
Malrinete dos Santos Matos (Bom Jardim, 6 de janeiro de 1966), popularmente conhecida como Malrinete Gralhada, é uma política brasileira, ex-deputada e ex-prefeita  do município de Bom Jardim, do estado do Maranhão.

## Biografia
Candidatou-se ao cargo de deputada estadual em 1998, conseguindo ser eleita ao cargo executivo.
Em 2012, candidatou-se a vice-prefeita de Bom Jardim, Maranhão, ao lado do então candidato Beto Rocha. Porém, dias antes do pleito, o então candidato titular teve sua candidatura cassada pela Lei da Ficha Limpa, o que acabou fazendo que Lidiane Rocha entrasse em seu lugar. Mesmo em meio a essa adversidade, Malrinete foi eleita vice-prefeita pelo Partido Popular Socialista (PPS) com 9.575 votos.
Em virtude os escândalos de corrupção que Lidiane Leite foi alvo, na qual fora acusada de desvio de verbas da merenda escolar, Malrinete Gralhada assumiu interinamente o cargo de prefeita de Bom Jardim no dia 28 de agosto de 2015, cargo no qual ocupou até 31 de Dezembro de 2016.

## Eleições 2016
Malrinete Gralhada tentará sua reeleição em Bom Jardim, pelo Partido do Movimento Democrático Brasileiro (PMDB) e sob a coligação Bom Jardim é o povo. A eleição municipal de Bom Jardim em 2016 ocorrerá no dia 2 de outubro, para eleger um prefeito, um vice-prefeito e 13 vereadores para a administração da cidade. Consistirá em turno único, onde ganha aquele que obtiver a maioria dos votos válidos.

## Condenação
Em setembro de 2020, Malrinete foi condenada pela Justiça do Maranhão por falsidade ideológica, crime de responsabilidade e peculato. A pena foi de três anos e três meses de prisão, mas foi concedido a ela o direito de apelar em liberdade.
A condenação foi feita com base em denúncia oferecida pelo Ministério Público do Maranhão, por irregularidades em um contrato com uma empresa de autopeças, de uma época em que a mesma ainda era prefeita.[carece de fontes?]
Além disso, foi condenada a também pagar uma multa de R$ 5 mil, por não ter recomendado uma instauração de tomada de contas especial.